# Yamaha YBR 125
Yamaha YBR 125 - малокубатурный мотоцикл, компании Yamaha Motor Company.
Отличается компактностью, достаточной для своего класса динамикой, хорошо сбалансирован по всем параметрам. Имеет 4-тактный двигатель с 5-скоростной коробкой передач.
Тормоза — передние дисковые и задние барабанные. Имеет удачное анатомическое седло, возможность перевозки пассажира.
Yamaha YBR 125 — распространённый мотоцикл для начинающих. Оснащён электро- и кикстартером, передним дисковым гидравлическим и задним тормозом, 18-дюймовыми легкосплавными дисками.
На данный момент существует четыре поколения. Первое и второе имеют небольшие различия, третье поколение претерпело более кардинальные изменения, а у четвёртого поколения сильно поменялся внешний вид. На каждое поколение новая гамма цветов, но кроме этого на каждый год приходились новые наклейки.

## Первое поколение (2004—2006)
Не лучшее расположение лапки КПП, не очень комфортно людям с длинной ступнёй.
Удачный карбюратор с рычажком подсоса.
Камерная резина Sakura не с лучшими показателями качества и износа.

## Второе поколение (2007—2009)
Вторая модель получила новую цветовую гамму, изменённый увеличенный пластик под баком в цвет мотоцикла, новый более экономный вакуумный карбюратор со штоком подсоса.
Удлинённая лапка КПП расположена выше, чем на предыдущей модели.

## Третье поколение (2009 - 2010)
Третья модель претерпела существенные изменения. Новая более привлекательная цветовая схема, новые бескамерные колёса. Изменились некоторые расходные материалы. В РФ модель третьего поколения поставляется лишь с 2009 года (обычная маркировка запчастей с 3D9-xx-xx).
Новые колёсные пятиспицевые (пятилучевые) диски под бескамерные шины (Tubeless-TL).
Вернулся первоначальный карбюратор (Mikuni VM22) с рычажком подсоса, также добавились в нём и электронные компоненты — подогрев карбюратора призван облегчить запуск двигателя в холодную погоду.
Новая бескамерная дорожная резина, где передняя — ChengShin/C-910, а задняя — ChengShin/C-905.
Постоянно включенный ближний свет при работающем двигателе (требования стандарта евро-3).
Дожигатель несгоревшего топлива.
Изменились стаканы перьев, другое крепление тормозного суппорта.
Другой правый пульт (связано это с постоянно включенными габаритными огнями).
Новые зеркала и задние поворотники (общее нововведение для новых моделей Yamaha).
Другое расположение бензинового фильтра.
Появился датчик боковой подножки.
Новый тормозной диск с креплением на пять винтов (следствие пятиспицевого колёсного диска) взамен крепления на шесть винтов (на моделях с трёхлучевым колёсным диском).
Изменился механизм блокировки руля, теперь только одностороннее положение.
Другой блок центральной подставки.
Новая цепь DID с сальниками X-ring ходит до 18 000 км, прежние бессальниковые цепи ходят порой и до 5 000 км.
Новые колодки переднего тормоза и передняя звезда.

## Четвёртое поколение (2010)
Четвёртое поколение (YBR125 Factor) — модель 2010 года, инжекторный YBR с развитым боковым пластиком и круглой фарой. Модель 2010 года нередко путают с Yamaha YBR Custom.